# Marlies De Munck
Marlies De Munck (België, 1979) is een Belgische filosofe die gespecialiseerd is in de cultuurfilosofie, esthetica en kunstfilosofie, en in het bijzonder de filosofie van de muziek. Ze doceert aan de Universiteit Antwerpen. Ze schrijft geregeld columns voor de krant De Standaard en het weekblad Knack.

## Levensloop
De Munck is de dochter van pianist Roland De Munck en studeerde rechten en filosofie aan de Universiteit Antwerpen en aan de KU Leuven. Ze promoveerde in 2012 aan de KU Leuven op een proefschrift ("The concept of musical meaning : giving shape to the musical experience") over de betekenis van muziek, onder begeleiding van cultuurfilosoof en wetenschapsfilosoof Paul Cortois (KU Leuven) en de bekende Amerikaanse muziekfilosofe Lydia Goehr (Columbia University).

## Boeken
Het bekendste boek van Marlies De Munck is Waarom Chopin de regen niet wilde horen (en andere vragen uit de filosofie van de muziek) (2017). Het boek begint met de bekende anekdote over componist Frédéric Chopin en zijn geliefde George Sand. In 1838 reisde Chopin naar Majorca om de winter te ontvluchten. Hij kreeg er ruzie met Sand. Niet over het onverwacht barre weer op het Spaanse eiland, maar over de betekenis van muziek.
De Munck vraagt zich af in hoeverre muziek gezien kan worden als een taal. Wat heeft muziek te betekenen? In haar essay geeft ze een beknopt overzicht van de filosofische theorieën over de betekenis van muziek. Terwijl Plato muziek zonder woorden nog uiterst verdacht vond, kwam in de 19de eeuw het idee van de ‘absolute muziek’ opzetten. Muziek verklaarde zichzelf onafhankelijk van het woord.
Ten slotte schetst De Munck ook haar eigen theorie over de betekenis van muziek. Ze betoogt dat luisteraars samen, tijdens de muzikale ervaring, betekenis produceren.
Het boek kreeg positieve recensies in Nederland en Vlaanderen. Marc Reynebeau noemde het ‘een elegant essay over muziekfilosofie’ (De Standaard). Marc van Dijk schreef: ‘Een verhaal dat van pas komt bij de verdieping van je luisterervaring’ (Trouw).
De Munck stelde het boek Muziek ervaren (2014) samen, en leverde zelf ook een bijdrage.
In De vlucht van de nachtegaal: Een filosofisch pleidooi voor de muzikant (2019) laat ze zien hoe de kwetsbaarheid van de uitvoerder samenhangt met hoe we denken over muziek.
In 2020 publiceerde ze samen met cultuursocioloog Pascal Gielen de longread Nabijheid: Kunst en onderwijs na Covid-19. Daarin gaan de auteurs op zoek naar het belang en de betekenis van fysieke nabijheid en de impact van de coronacrisis op onderwijs en cultuur. Het boekje, dat werd vertaald in het Engels, het Oekraïens, en het Portugees, oogstte heel wat respons; een respons die niet kon uitblijven in het licht van de in het essay verwoorde kritische analyse van een nieuw puriteins intellectueel klimaat dat zich, tegen de achtergrond van de pandemie en de exponentiële explosie van digitale technologie die ermee gepaard gaat, meester maakt van onderwijs en cultuur. Dat paradoxale puritanisme - paradoxaal, als combinatie van mechanistisch denken en de waangedachte van onbelichaamde innerlijkheid - cultiveert volgens de auteurs de fantasma's van smetvrije afstandelijkheid en transparante protocollen.
In mei 2021 verscheen het boek Ik zie bergen weer als bergen, waarin ze schrijft over het werk van de Belgische fotograaf Karl Brabants. Het is een filosofisch-poëtisch essay over fotografie en de zoektocht naar betekenis in kunst.
Naast boeken schrijft De Munck ook regelmatig opiniebijdragen en columns voor De Standaard en Knack.